# بنتولام
بنتولام (بالإنجليزية:Pentolame) المعروف أيضًا باسم 17β-((5-هيدروكسي بنتيل) أمينو) استراديول وهو عبارة عن إستروجين صناعي ستيرويدي و17β-أمينوستروجين مع تأثيرات مضادة للتخثر تم وصفه لأول مرة في عام 1993 ولم يتم تسويقه أبدًا. صيغته الكيميائية: C23H35NO2 .